# Fria och lika
Fria och lika, Liberi e Uguali (LeU) är en vänstersocialistisk italiensk valallians, bildad vid en kongress i Rom den 3 december 2017.
År 2018 gick man till val under parollen För de många, inte för de få. LeU erövrade 14 platser i deputeradekammaren och 4 mandat i senaten.
I september 2019 ingick man regeringssamarbete med Femstjärnerörelsen och Demokratiska partiet under ledning av den partilöse premiärministern Giuseppe Conte.
Roberto Speranza från LeU utsågs till hälsominister – den mest vänsterorienterade i italiensk historia.